# Koriajma
Koriajma (en russe : Коряжма) est une ville de l'oblast d'Arkhangelsk, en Russie.Sa population s'élevait à 35 345 habitants en 2021.

## Géographie
Koriajma se trouve sur la rive gauche de la rivière Vytchegda, un affluent droit de la Dvina septentrionale. Elle est située à 30 km à l'est de Kotlas, à 490 km au sud-est d'Arkhangelsk et à 829 km au nord-est de Moscou.

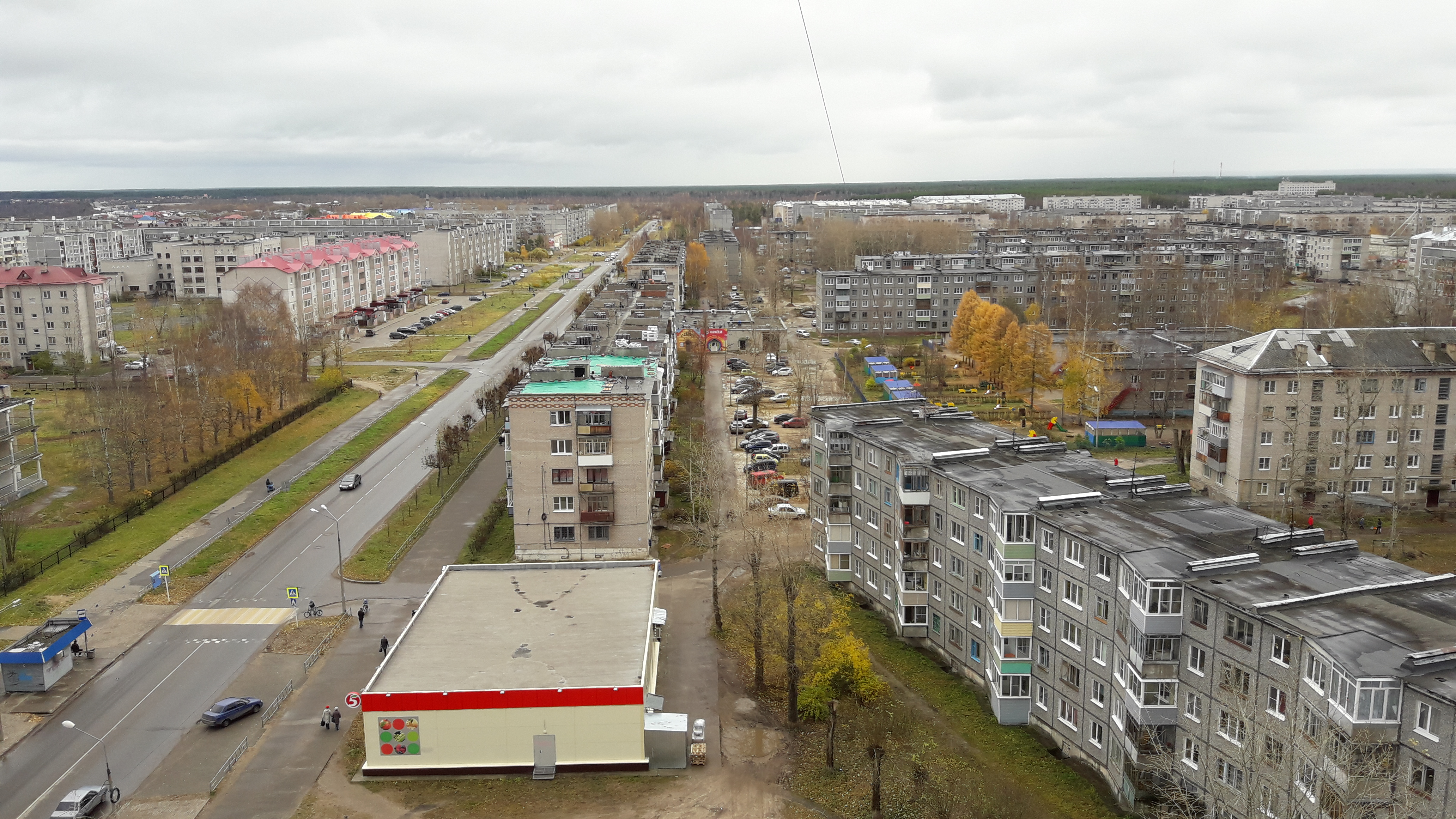
Panorama de Koriajma.

Le climat de Koriajma est subarctique à caractère continental, avec des hivers longs et froids et des étés courts et doux.

## Histoire
La naissance de Koriajma correspond à la fondation, en 1535, du futur monastère Nikolo-Koriajemski (Saint-Nicolas de Koriamja, Николо-Коряжемский монастырь) par saint Longin de Koriajemka. En 1954, débute la construction d'un combinat de cellulose et de papier, qui est mis en service en 1961. Koriajma accède au statut de commune urbaine en 1956 et à celui de ville en 1985.
Lorsque la nouvelle éparchie de Kotlas est érigée en 2011, le gouvernement diocésain est installé dans l'ancien monastère Saint-Nicolas de Koriajma.

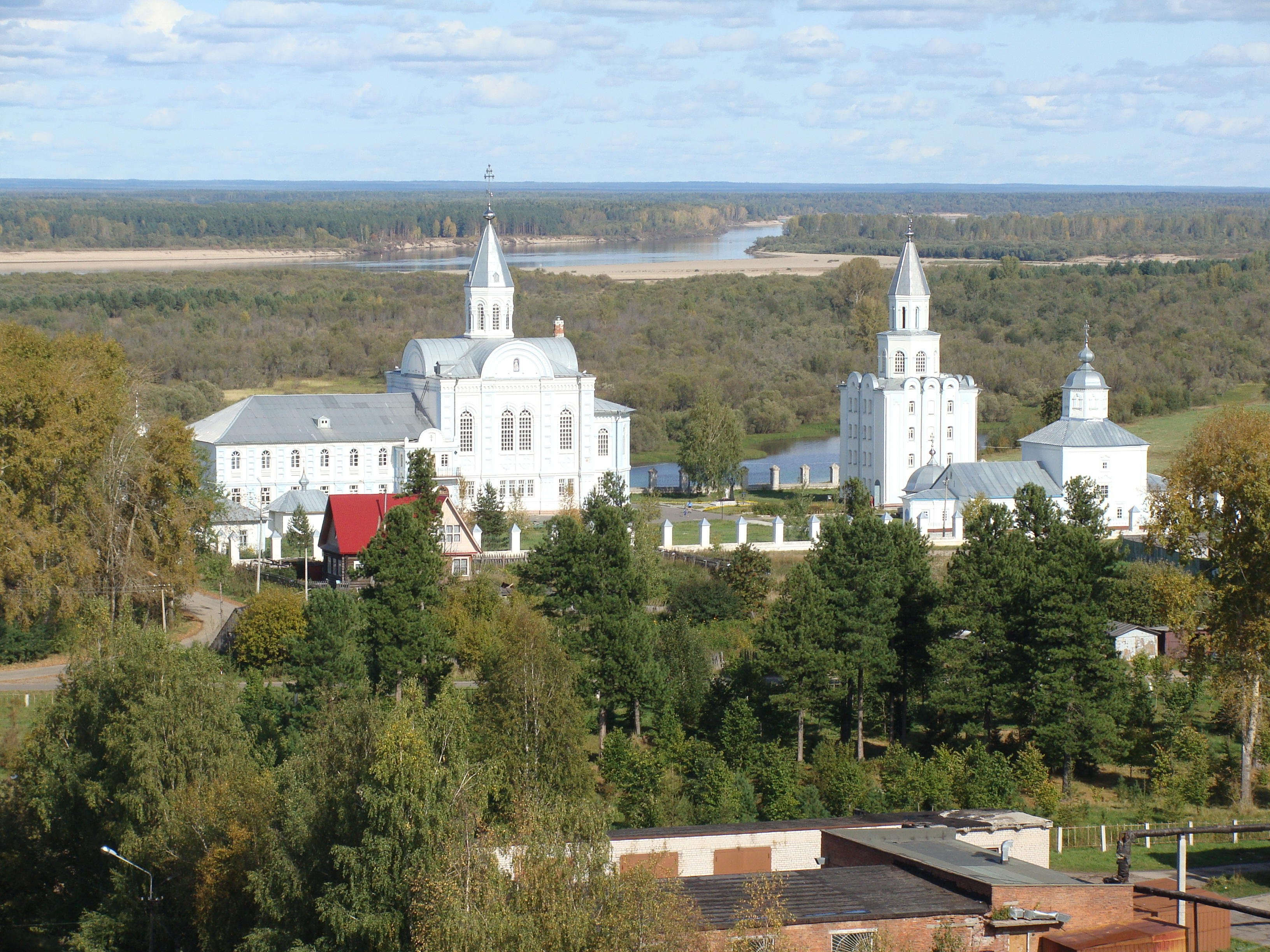
Ancien monastère Saint-Nicolas.

## Population
Recensements ou estimations de la population
| 1959*  | 1970*  | 1979*  | 1989*  | 2002*  | 2010*  |
| ------ | ------ | ------ | ------ | ------ | ------ |
| 11 191 | 33 230 | 42 793 | 41 795 | 42 811 | 39 641 |

| 2012   | 2013   | 2014   | 2015   | 2016   | 2017   |
| ------ | ------ | ------ | ------ | ------ | ------ |
| 39 117 | 38 570 | 38 006 | 37 587 | 37 256 | 37 092 |

| 2018   | 2019   | 2020   | 2021   | - | - |
| ------ | ------ | ------ | ------ | - | - |
| 36 742 | 36 224 | 35 714 | 35 345 | - | - |

## Économie
La principale entreprise de Koriajma est le Combinat de cellulose et de papier de Kotlas (en russe : Котласский целлюлозно-бумажный комбинат, Kotlasski tsellioulozno-boumajny kombinat), qui emploie 3 328 salariés (2008), et fait partie du Groupe Ilim. La capacité nominale de l'usine est 938 000 t de pâte et de 255 000 t de carton par an, mais depuis 2005, la production de pâte a été supérieure à 1 million de tonnes chaque année. C'est la plus importante fabrique de papier de Russie et d'Europe.
|  |

Koriajma compte également une usine chimique : Kotlasski khimitcheski zavod (Котласский химический завод), qui produit des résines et des solvants.